# Rudolf Hendel
Rudolf Hendel (21. září 1947 Rodewisch – 17. července 2023) byl německý zápasník–judista.

## Sportovní kariéra
Připravoval se ve Frankfurtu nad Odrou v armádním vrcholovém sportovní středisku od roku 1966. Ve východoněmecké reprezentaci se prosazoval od konce šedesátých let dvacátého století v lehké váhové kategorii do 70 kg. O pozici reprezentační jedničky sváděl souboje s Dietmarem Hötgerem. V roce 1972 s Hötgerem prohrál nominaci v lehké váze na olympijské hry v Mnichově, ale dostal možnost startovat ve vyšší střední váze do 80 kg. I přes své sportovní kvality a taktickou vyzrálost se s vyšší vahou nesrovnal a vypadl v úvodním kole s Čechoslovákem Petrem Jáklem starším. Od roku 1973 se vrátil do lehké váhy, ve které byl až třetí vzadu za Hötgerem a mladým Günterem Krügerem. Sportovní kariéru ukončil v roce 1975. Věnuje se trenérské a funkcionářské práci. Vychoval několik (východo)německých reprezentantů – Torsten Reißmann, Karl-Heinz Lehmann, Marko Spittka, Uwe Frenz.